# Bolat Raimbekov
Bolat Raimbekov, né le 25 décembre 1986, est un ancien coureur cycliste professionnel kazakh, actuellement manager général de l'équipe Astana City.
Il a concouru au Pro Tour pour l'équipe Astana en 2009 et 2010.

## Palmarès
- 2004
  -  Médaillé d'or sur route aux Jeux d'Asie juniors

## Classements mondiaux
| Année           | 2005 |
| --------------- | ---- |
| UCI Europe Tour | 793e |